# Lopé (département)
Pour les articles homonymes, voir Lope.
La Lopé est un département du Gabon, dans la province de l'Ogooué-Ivindo.
Son chef-lieu est Booué, gare du transgabonais et porte d'entrée pour le parc national de la Lopé.
Administrativement, le département compte 05 cantons (Lélédi, Offoué-Aval, Lezinda, Nké et Fieng-Okano), 01 district (Mokéko) et 01 commune (Booué).